# Joan Riudavets

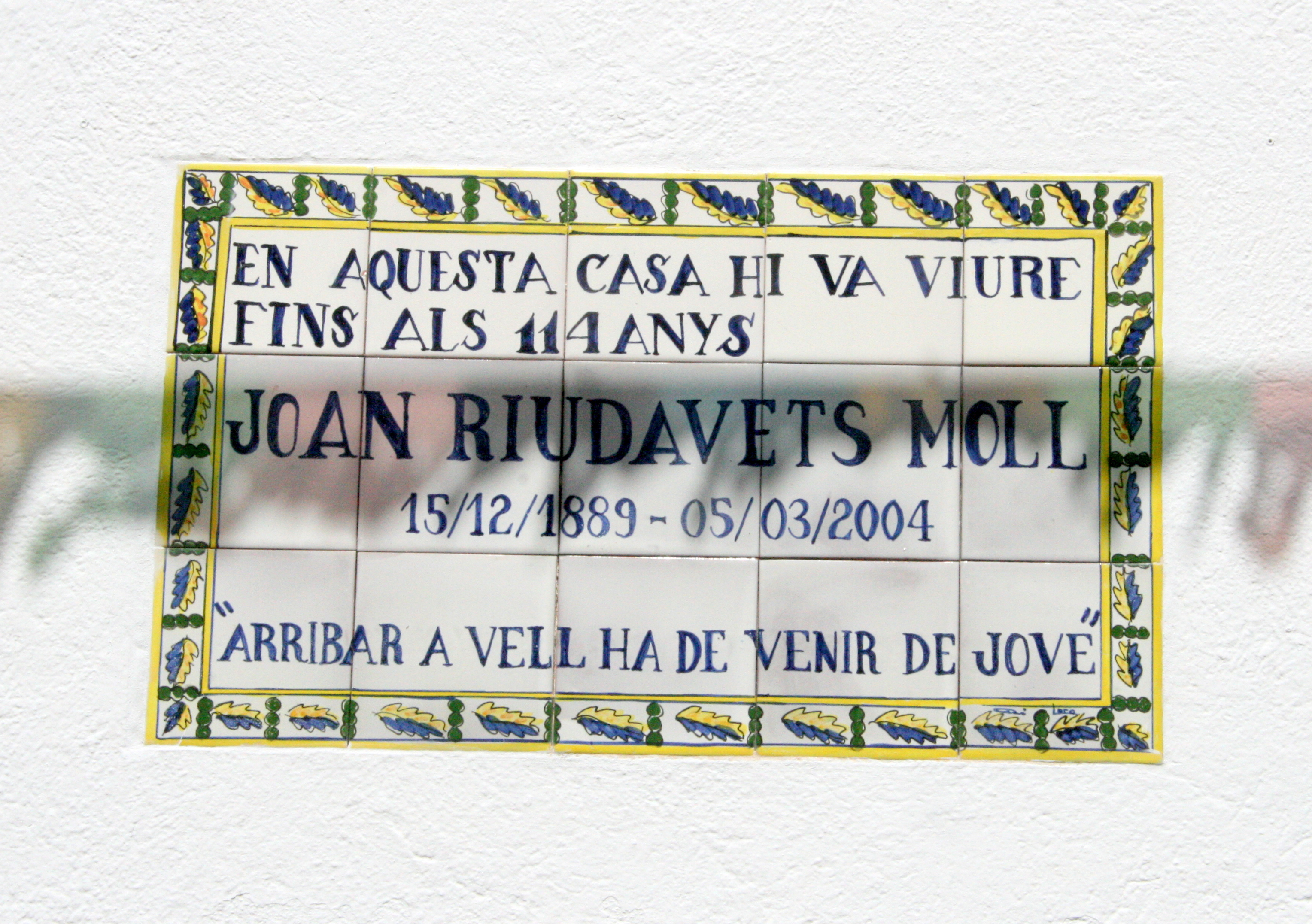
Plaquette uit 2015 ter ere van Joan Riudavets in zijn geboorteplaats.

Joan Riudavets Moll (Es Migjorn Gran, 15 december 1889 – aldaar, 5 maart 2004) was een Spaans supereeuweling die ten tijde van zijn overlijden de oudste man ter wereld was (sinds de dood van de eveneens 114-jarige Japanner Yukichi Chuganji op 28 september 2003) en de op drie na oudste nog levende persoon (na Ramona Trinidad Iglesias-Jordan, Maria Esther de Capovilla en Charlotte Benkner). Verder was hij de oudste persoon in Europa (sinds de dood van de toen eveneens als hij 113-jarige Italiaanse Teresa Fumarola op 14 mei 2003). Anno 2018 is Riudavets nog altijd de oudste man van Spanje en Europa ooit (hoewel Christian Mortensen, die ouder werd dan Riudavets (namelijk ruim 115 jaar) en in de Verenigde Staten overleed, in Denemarken werd geboren).
Hij werd geboren in het dorp Es Migjorn Gran op het eiland Minorca en bleef daar zijn hele leven wonen. Riudavets was van beroep schoenmaker. Het geheim van zijn hoge leeftijd was volgens hem onder meer 14 uur per dag slapen.
Hij overleed op de leeftijd van 114 jaar en 81 dagen en werd als oudste man ter wereld opgevolgd door de 113-jarige Amerikaan Fred Harold Hale, sr.